# Edelsfeld
Edelsfeld ist eine Gemeinde im Oberpfälzer Landkreis Amberg-Sulzbach und zählt zur Metropolregion Nürnberg. Diese befindet sich etwa 10 km nördlich von Sulzbach-Rosenberg an der Bundesstraße 85. Die Kreisstraßen AS 6, AS 11 und 20 verlaufen durch den Ort.

## Gemeindegliederung
Es gibt 26 Gemeindeteile (in Klammern ist der Siedlungstyp angegeben):
- Alternsthof (Einöde)
- Bernricht (Weiler)
- Birkhof (Einöde)
- Boden (Dorf)
- Eberhardsbühl (Dorf)
- Edelsfeld (Pfarrdorf)
- Gassenhof (Weiler)
- Kalchsreuth (Dorf)
- Kleinalbershof (Weiler)
- Neuernsthof (Einöde)
- Neumühle (Weiler)
- Niederärndt (Kirchdorf)
- Oberndorf (Einöde)
- Riglashof (Weiler)
- Schmalnohe (Weiler)
- Schnellersdorf (Dorf)
- Sigras (Dorf)
- Silbergrub (Einöde)
- Sinnleithen (Kirchdorf)
- Steinling (Dorf)
- Stopfmühle (Einöde)
- Streitbühl (Weiler)
- Trosthof (Einöde)
- Vögelas (Weiler)
- Wegscheid (Einöde)
- Weißenberg (Kirchdorf)

Es gibt die Gemarkungen Edelsfeld, Holnstein, Kürmreuth, Namsreuth, Sigras, Steinling und Weißenberg.

## Geschichte

### Bis zur Gemeindegründung
Edelsfeld gehörte zum ehemaligen Herzogtum Neuburg-Sulzbach und dessen Gericht Parkstein; seit 1777 war das Gebiet Teil des Kurfürstentums Bayern. Jahrhundertelang waren die Hofmarken Steinling, Boden und Edelsfeld im Besitz der Freiherrn von Steinling zu Boden und Stainling; mit dem Reichsdeputationshauptschluss 1803 wurde ihr Besitz als kirchliche Lehen eingezogen. Ihr Wappen zeigt einen schreitenden schwarzen Hahn auf drei grünen Hügeln im goldenen Feld. Neben der in vielen Orten der Oberpfalz ansässigen Linie gab es eine zu Nürnberg, die dort auch den Bürgermeister (Lutz Steinlinger) gestellt hat. Die Familie ist 1984 mit dem letzten Namensträger Friedrich VI. ausgestorben. Seit dem Verlust von Steinling waren die Freiherrn von Steinling bayerische und hessische Generäle und Kriegsminister.
Die Herren Stromer von Reichenbach als Inhaber der Hofmark Holnstein besaßen hier einschichtige Güter (offene Hofmark). Im Zuge der Verwaltungsreformen in Bayern entstand mit dem Gemeindeedikt von 1818 die heutige Gemeinde.

### Eingemeindungen
Im Zuge der Gebietsreform in Bayern wurde am 1. Januar 1972 wurde die Gemeinde Steinling und am 1. Juli 1972 die Gemeinde Weißenberg und Teile der Gemeinden Kürmreuth, Namsreuth und Sigras eingegliedert.

### Einwohnerentwicklung
Zwischen 1988 und 2018 wuchs die Gemeinde von 1482 auf 1920 um 438 Einwohner bzw. um 29,6 %.
| Jahr      | 1970 | 1987 | 1991 | 1995 | 2000 | 2005 | 2010 | 2015 |
| --------- | ---- | ---- | ---- | ---- | ---- | ---- | ---- | ---- |
| Einwohner | 1467 | 1497 | 1661 | 1769 | 1954 | 2021 | 1891 | 1888 |

### Religion
Im Ort gibt es zwei Kirchen, die katholische sowie die evangelische Stephanuskirche. Die heute evangelische Stephanuskirche war bis 1910 Simultankirche. Edelsfeld zählt zu den neun Gemeinden im Nordosten der Oberpfalz, in der die Bevölkerung mehrheitlich evangelisch ist.

## Politik
- FWG: 4
- WGUG: 3
- CSU: 3
- SPD: 2

### Gemeinderat
Der Gemeinderat hat zwölf Mitglieder. Bei der Kommunalwahl vom 15. März 2020 haben von den 1582 Stimmberechtigten 1148 von ihrem Wahlrecht Gebrauch gemacht, womit die Wahlbeteiligung bei 72,57 % lag.

### Bürgermeister
Bei der Kommunalwahl am 15. März 2020 wurde Hans-Jürgen Strehl (FWG) mit 71,93 % der Stimmen zum Ersten Bürgermeister gewählt.

### Wappen
| Wappen von Edelsfeld | Blasonierung: „In Schwarz eine wachsende silberne Kirche mit Turm und Apsis; vorne eine goldene Gerstenähre und hinten ein goldener Palmzweig.“ |
| Wappen von Edelsfeld | Wappenbegründung: Das Kirchenmotiv im Wappen bezieht sich auf die romanische Kirche St. Joseph (12. Jahrhundert) im Gemeindeteil Niederärndt, die später als Simultankirche diente. Im Normaljahr 1555 waren die Landesherren zwei Brüder, wovon einer evangelisch und einer römisch-katholisch war; nach dem Grundsatz cuius regio, eius religio wurde die Kirche simultan. Sie soll die Zusammengehörigkeit der gesamten Bevölkerung symbolisieren. Die Gerstenähre deutet auf den Anbau von Braugerste in der Gemeinde hin, der Palmzweig bezieht sich auf das Stephanspatrozinium der Kirche. Dieses Wappen wird seit 1978 geführt. |

### Raumordnung
Edelsfeld ist Gründungsmitglied der Arbeitsgemeinschaft Obere Vils-Ehenbach (AOVE GmbH), eines Zusammenschlusses von jetzt neun Gemeinden zur Zusammenarbeit und gemeinsamen Entwicklung der Region.

## Kultur und Sehenswürdigkeiten

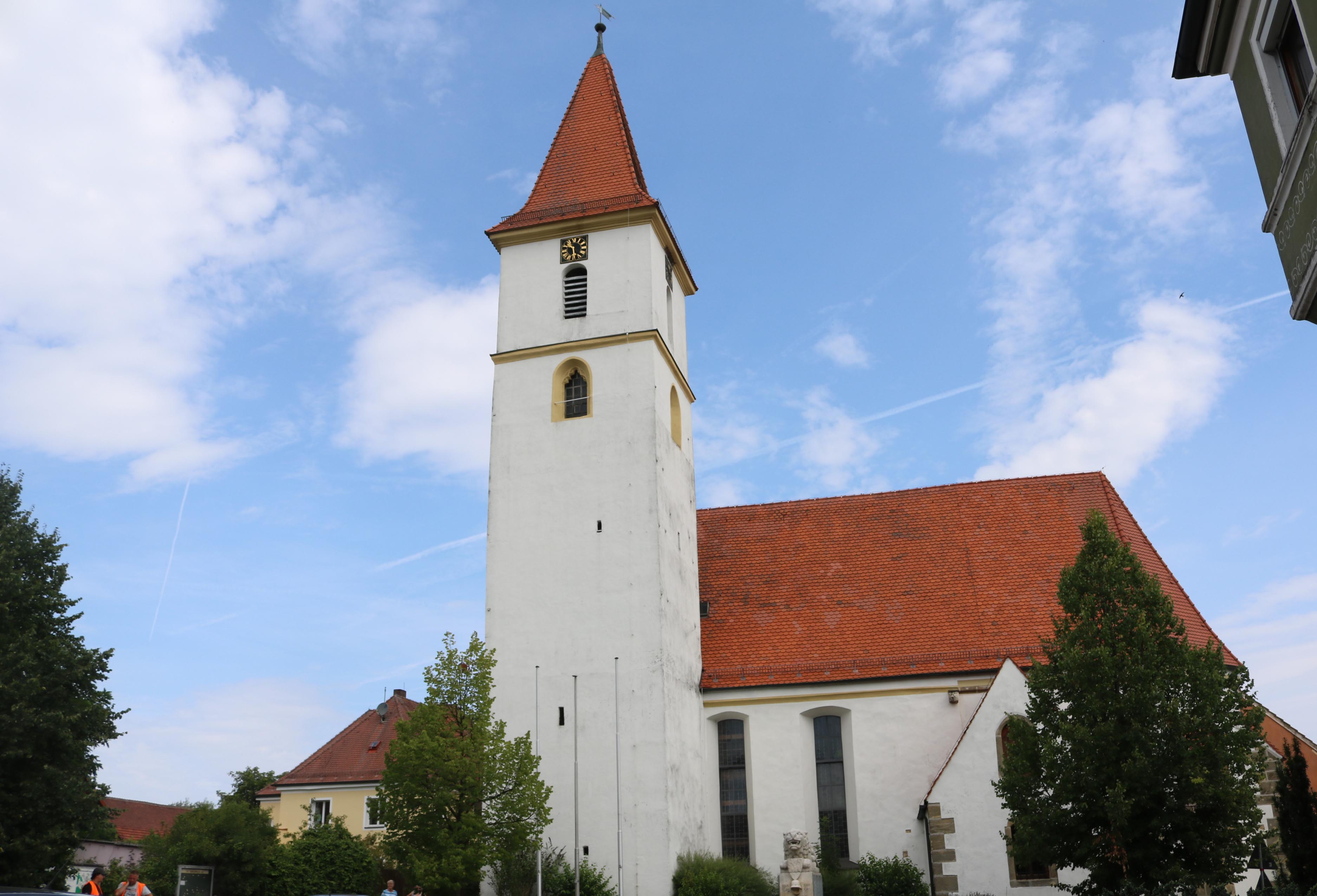
Evangelische Kirche St. Stephan

### Museen
- Freilandmuseum Goglhof im Gemeindeteil Eberhardsbühl

### Baudenkmäler
- Schloss Boden
- Schloss Kalchsreuth
- Schloss Steinling
- Schloss Weißenberg
- St. Joseph (Niederärndt) romanische Kirche in Niederärndt
- St. Stephan (Edelsfeld)
- St. Stephanus (Edelsfeld)

### Vereine
- Fußballclub Edelsfeld ist der größte Verein im Dorf und wurde 1959 gegründet.

## Söhne und Töchter
- Rudolf Eisenmann (1894–1954), Dirigent, Komponist und Musikpädagoge
- Karl Leonhard (1904–1988), Psychiater